# Giełda Papierów Wartościowych w Lublanie
Giełda Papierów Wartościowych w Lublanie (słoweń. Ljubljanska Borza, ang. Ljubljana Stock Exchange – LJSE) – giełda papierów wartościowych w Słowenii; zlokalizowana w stolicy kraju – Lublanie. Od 2008 roku należy do Wiedeńskiej Giełdy.